# Курочкин, Никанор Илларионович
Никано́р Илларио́нович Ку́рочкин (31 июля 1887, дер. Гусево, Галичский уезд, Костромская губерния — 3 сентября 1967, Москва) — мастер стекольного дела, создатель новых технологий производства и обработки стекла. Кавалер ордена Трудового Красного Знамени (1937). Лауреат Сталинской премии (1951).

## Биография

### Ранние годы. Становление в профессии
Никанор Курочкин родился в 1887 году в семье стекольщика в деревне Гусево Костромской губернии. Учился в сельской церковно-приходской школе, по одним сведениям, окончил два класса, по другим — четыре. В 1903 году отец определил мальчика учеником стеклодува в Миусский трамвайный парк в Москве.
Юноша увлёкся стекольным делом. Услышав разговор о гнутых стёклах, которые приходится приобретать за границей из-за отсутствия их производства в России, Курочкин сложил самодельную печь и сделал нужные формы. Несмотря на неудачи в первых опытах, Курочкиным была изготовлена первая в России линза для цветных номерных фонарей московского трамвая.
Приобретя опыт изготовления стёкол различных форм и размеров, в 1909 году Курочкин открыл кустарную стекольную мастерскую на Малой Почтовой улице. В 1917 году, после революции, мастерская была национализирована и преобразована в государственную фабрику стеклозеркальной аппаратуры. Курочкин остался её заведующим. Под его руководством на фабрике велись научно-исследовательские и экспериментальные работы по получению новых видов стекла.

### Годы зрелости. Государственные заказы

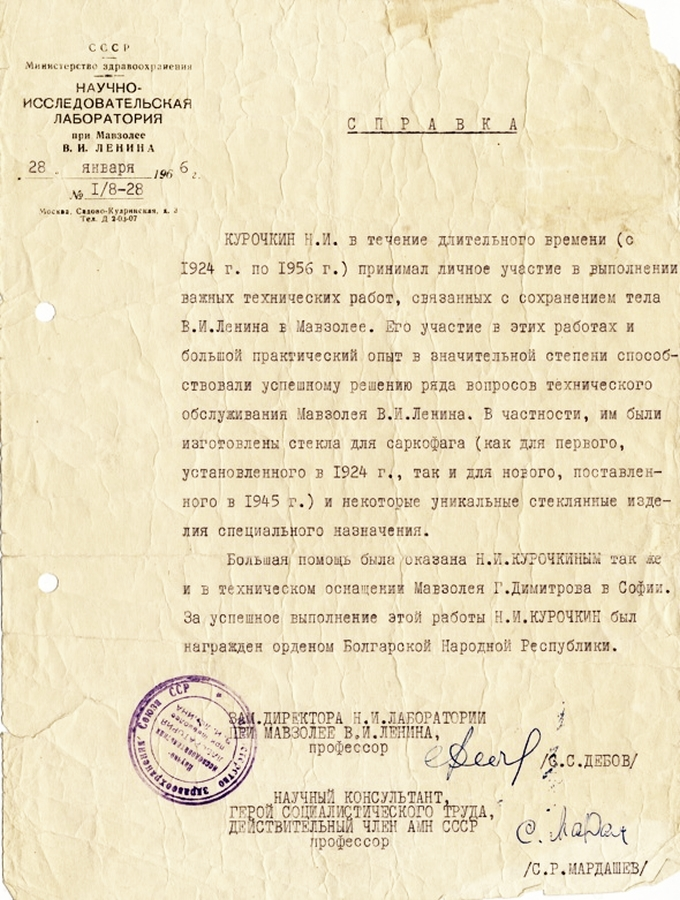
Справка Минздрава СССР о работе Н. И. Курочкина по госзаказам, 1966 год

В 1924 году Курочкин был приглашён в комиссию ЦИК СССР по увековечению памяти В. И. Ленина. Им была выполнена стеклянная часть саркофага для сохранения бальзамированного тела вождя революции — изготовленные по специальной технологии стёкла практически не давали отражения. Мастер получил благодарность от советских властей:

Удостоверение комиссии ЦИК СССР Н. И. Курочкину
 
Настоящим комиссия ЦИК СССР по увековечению памяти В. И. Ленина выражает вам благодарность за срочную и тщательную работу по установке саркофага (зеркальных стёкол) в Мавзолее Ленина.

За председателя комиссии В. М. Молотов <…>
В 1924 году Курочкин возглавил построенную по инициативе председателя Высшего совета народного хозяйства Ф. Э. Дзержинского стеклодувную мастерскую в Царицыне. Изначально небольшая мастерская с двумя стеклоплавильными горшками и примитивными печами впоследствии послужила базой для создания стекольного завода.
В 1925 году под руководством Курочкина были изготовлены первые в СССР параболические зеркала для прожекторов и телескопов, гнутые стёкла для автомобилей, самолётов, морских и речных судов, светокопировальных аппаратов и др.
В 1937 году Курочкин принимал участие в создании светящихся рубиновых звезд для пяти башен московского Кремля — Спасской, Никольской, Троицкой, Боровицкой и Водовзводной. По разработанной им специальной технологии «селеновый рубин» и под его непосредственным руководством на донбасском Константиновском стекольном заводе были сварены 500 м² рубинового стекла толщиной 6—7 мм, что стало первым прецедентом варки стекла в таких объёмах для советской стекольной промышленности. Рецепт Курочкина с добавлением в стекольную массу селена вместо предусмотренного прежними технологиями золота усиливал глубину рубинового цвета и способствовал удешевлению продукции. Для сохранения яркости звёзд при дневном освещении и маскировки встроенных в конструкцию электрических ламп был добавлен второй слой — из молочного стекла. За эту работу мастер был награждён орденом Трудового Красного Знамени.
Под руководством Курочкина было выполнено остекление окон центральных московских магазинов — ГУМ и «Детский мир». Курочкинская технология изготовления гнутого стекла с термической обработкой применялась в производстве буфетов, прилавков магазинов, а в годы Великой Отечественной войны — в оборонной, авиационной и автомобильной промышленности при производстве прожекторов, самолётов, судов и автомобилей.
В начале войны, в 1941 году Курочкин участвовал в налаживании производства защитных очков для лётчиков, привлекался для консультаций по сохранению тела Ленина, связанных с эвакуацией саркофага в Тюмень.
Руководитель лаборатории при мавзолее Ленина биохимик Б. И. Збарский писал: 

Я за все годы пользовался помощью тов. Курочкина по всем вопросам, связанным с освещением, вентиляцией и прочим сложным технологическим оборудованием Мавзолея. Эта талантливая и аккуратная работа тов. Курочкина принесла и приносит нам много пользы в работе по сохранению тела В. И. Ленина.

### Последние годы
В 1949 году по просьбе болгарского правительства Н.И. Курочкин руководил изготовлением саркофага для Мавзолея Георгия Димитрова. За эту работу он был награждён болгарским «Народным орденом труда» серебряной степени.
В 1951 году за создание новых способов и существенные усовершенствования метода изготовления сложных стеклянных изделий был награждён Сталинской премией третьей степени.
Н.И. Курочкин умер в Москве 3 сентября 1967 года.

## Награды

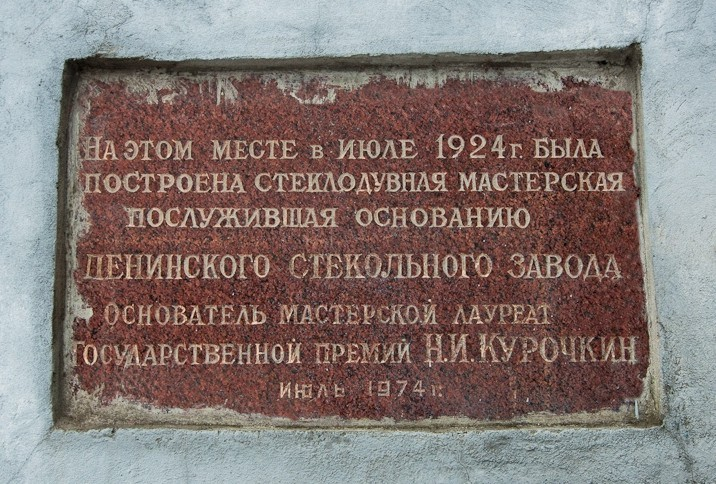
Мемориальная доска на фасаде здания стекольного завода в Царицыне, фото 2013 года

- Орден Трудового Красного Знамени (1937[3] и 1939[13])
- Народный орден Труда серебряной степени (1949)[12][3]
- Сталинская премия третьей степени (1951)[3]

## Память
В 1974 году на фасаде здания стекольного завода в Царицыне, где работал Н. И. Курочкин, была открыта мемориальная доска.
В 2016 году в Государственном музее-заповеднике «Царицыно» прошла выставка «Ленино-Дачное. 1918—1940-е», где были представлены архивные материалы и документы о жизни и деятельности Н. И. Курочкина.
Материалы о жизни и работе Н. И. Курочкина хранятся в музее царицынского стекольного завода.